# Pseudoeucanthus
Pseudoeucanthus är ett släkte av kräftdjur. Pseudoeucanthus ingår i familjen Bomolochidae.
Kladogram enligt Catalogue of Life:
| Pseudoeucanthus | \| \| Pseudoeucanthus australiensis \| \| \| \| \| \| Pseudoeucanthus uniserratus \| \| \| \| |
|                 | \| \| Pseudoeucanthus australiensis \| \| \| \| \| \| Pseudoeucanthus uniserratus \| \| \| \| |
|                 | Acanthocolax                                                                                  |
|                 |                                                                                               |
|                 | Acantholochus                                                                                 |
|                 |                                                                                               |
|                 | Bomolochus                                                                                    |
|                 |                                                                                               |
|                 | Ceratocolax                                                                                   |
|                 |                                                                                               |
|                 | Dicrobomolochus                                                                               |
|                 |                                                                                               |
|                 | Holobomolochus                                                                                |
|                 |                                                                                               |
|                 | Neobomolochus                                                                                 |
|                 |                                                                                               |
|                 | Nothobomolochus                                                                               |
|                 |                                                                                               |
|                 | Orbitacolax                                                                                   |
|                 |                                                                                               |
|                 | Unicolax                                                                                      |
|                 |                                                                                               |
|                 | Pseudoeucanthus australiensis                                                                 |
|                 |                                                                                               |
|                 | Pseudoeucanthus uniserratus                                                                   |
|                 |                                                                                               |

|  | Pseudoeucanthus australiensis |
|  |                               |
|  | Pseudoeucanthus uniserratus   |
|  |                               |